# Gábor Pölöskei
Gábor Pölöskei (Mosonmagyaróvár, 11 ottobre 1960) è un allenatore di calcio ed ex calciatore ungherese, di ruolo attaccante.

## Carriera
Ha partecipato al Campionato mondiale di calcio 1982, segnando 2 reti nella partita d'esordio contro l'El Salvador, vinta 10-1.

## Palmarès

### Allenatore

#### Competizioni nazionali
- Coppa d'Ungheria: 1

Honvéd: 2008-2009